# Alinea (lagarto)
Alinea es un género de lagartos perteneciente a la familia Scincidae. Se distribuyen por las Antillas.

## Especies
Según The Reptile Database:
- Alinea berengerae (Miralles, 2006)
- Alinea lanceolata (Cope, 1862)
- Alinea luciae (Garman, 1887)
- Alinea pergravis (Barbour, 1921)